# Thuvakudi
Thuvakudi è una suddivisione dell'India, classificata come town panchayat, di 21.460 abitanti, situata nel distretto di Tiruchirappalli, nello stato federato del Tamil Nadu. In base al numero di abitanti la città rientra nella classe III (da 20.000 a 49.999 persone).

## Geografia fisica
La città è situata a 10° 45' 23 N e 78° 48' 04 E.

## Società

### Evoluzione demografica
Al censimento del 2001 la popolazione di Thuvakudi assommava a 21.460 persone, delle quali 11.008 maschi e 10.452 femmine. I bambini di età inferiore o uguale ai sei anni assommavano a 2.631, dei quali 1.331 maschi e 1.300 femmine. Infine, coloro che erano in grado di saper almeno leggere e scrivere erano 15.700, dei quali 8.499 maschi e 7.201 femmine.